# Karosa B 731/B 732
Les Karosa B 731 & B 732 sont des autobus urbains et suburbains produits par le fabricant de bus tchèque Karosa de 1981 à 1996. Ils ont été remplacés par les Karosa B 931 et B 932 en 1996. Ils font partie de la Série 700 de la marque.

## Historique

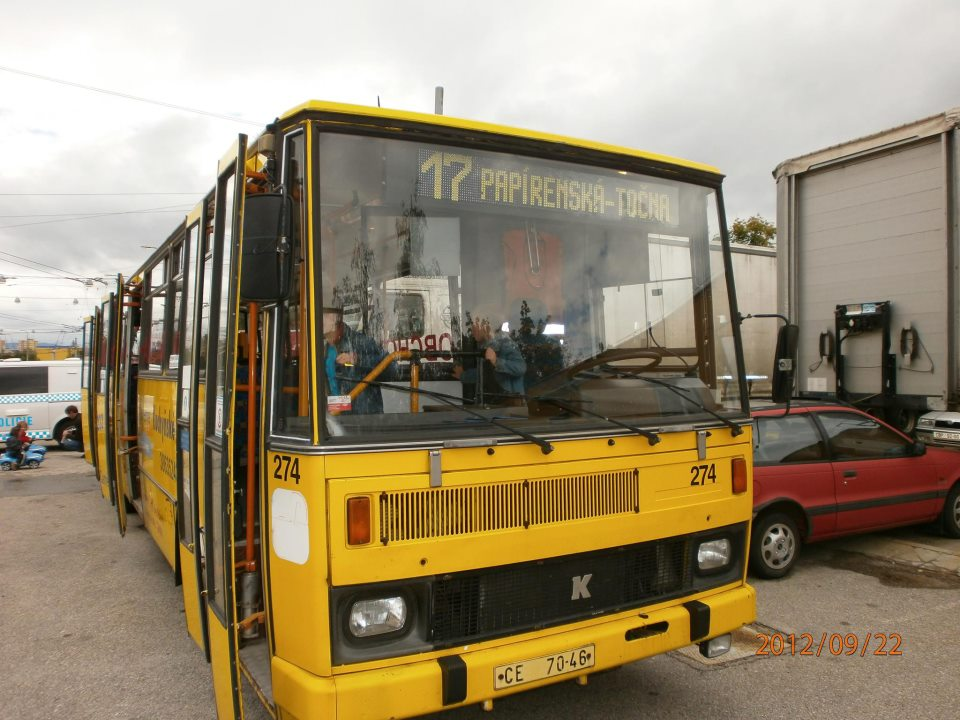
Karosa B 732 Phase II.

### Phase I
Il sera fabriqué et commercialisé de 1981 à 1991.

### Phase II
Il sera fabriqué et commercialisé de 1991 à 1996. Les phares avant seront redessinées et l'éclairage intérieur modifié à partir de 1992.

### B 731
En 1981 a commencé la production, qui a continué jusqu'en 1996. Ils seront commercialisés à partir de 1982. Ces bus ont opéré principalement en République Tchèque, en Slovaquie, dans l'Oblast de Dnipropetrovsk en Ukraine et dans l'Oblast de Rostov en Russie.
Actuellement, le nombre de Karosa B 731 est en baisse, en raison de l'offre de nouveaux autobus à plancher surbaissé, par exemple le SOR NB 12 qui en fabriqué en République Tchèque. Le dernier Karosa B 731 de la ville de Prague a été retiré le 12 septembre 2014.

### B 732
En 1983 a commencé la production, qui a continué jusqu'en 1996. Ils seront commercialisés à partir de 1984. Ces bus ont été exploités principalement en République Tchèque, en Slovaquie et en Ukraine
Actuellement, le nombre d'autobus Karosa B 732 est en baisse, en raison de l'offre de nouveaux autobus à plancher surbaissé. Le dernier Karosa B 732 de Prague a été retiré le 19 avril 2013. Le dernier de Plzeň a pris sa retraite en mai 2014.

## Désignation du modèle

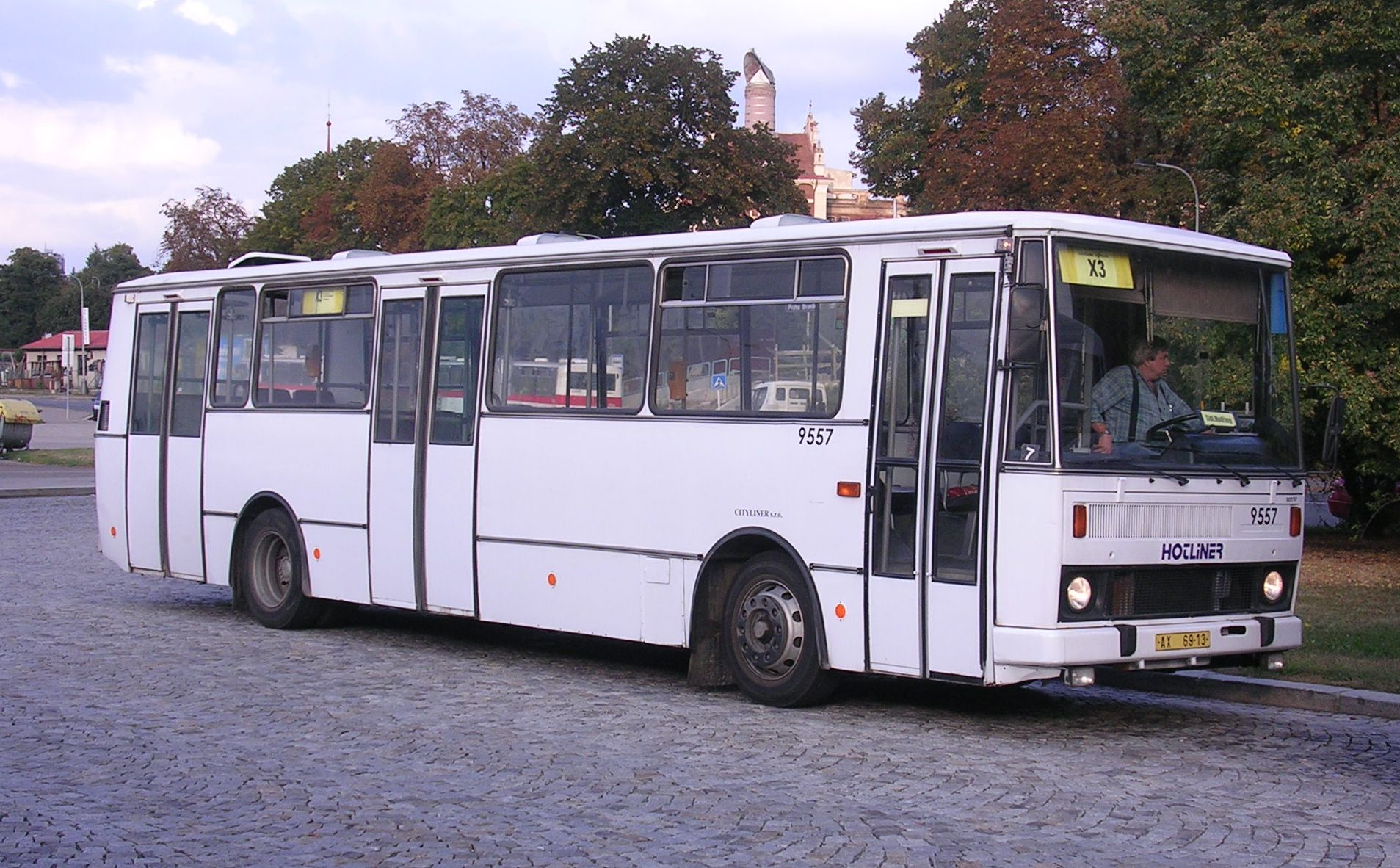
Karosa B 732 Phase I.

- B = urbains et suburbains (autobus).
- 7 = numéro de la succursale (la nomenclature de produits d'ingénierie) du bus.
- 3 = longueur : environ 11 m.
- 1/2 = boîte de vitesses : automatique/manuelle.

## Les différentes versions

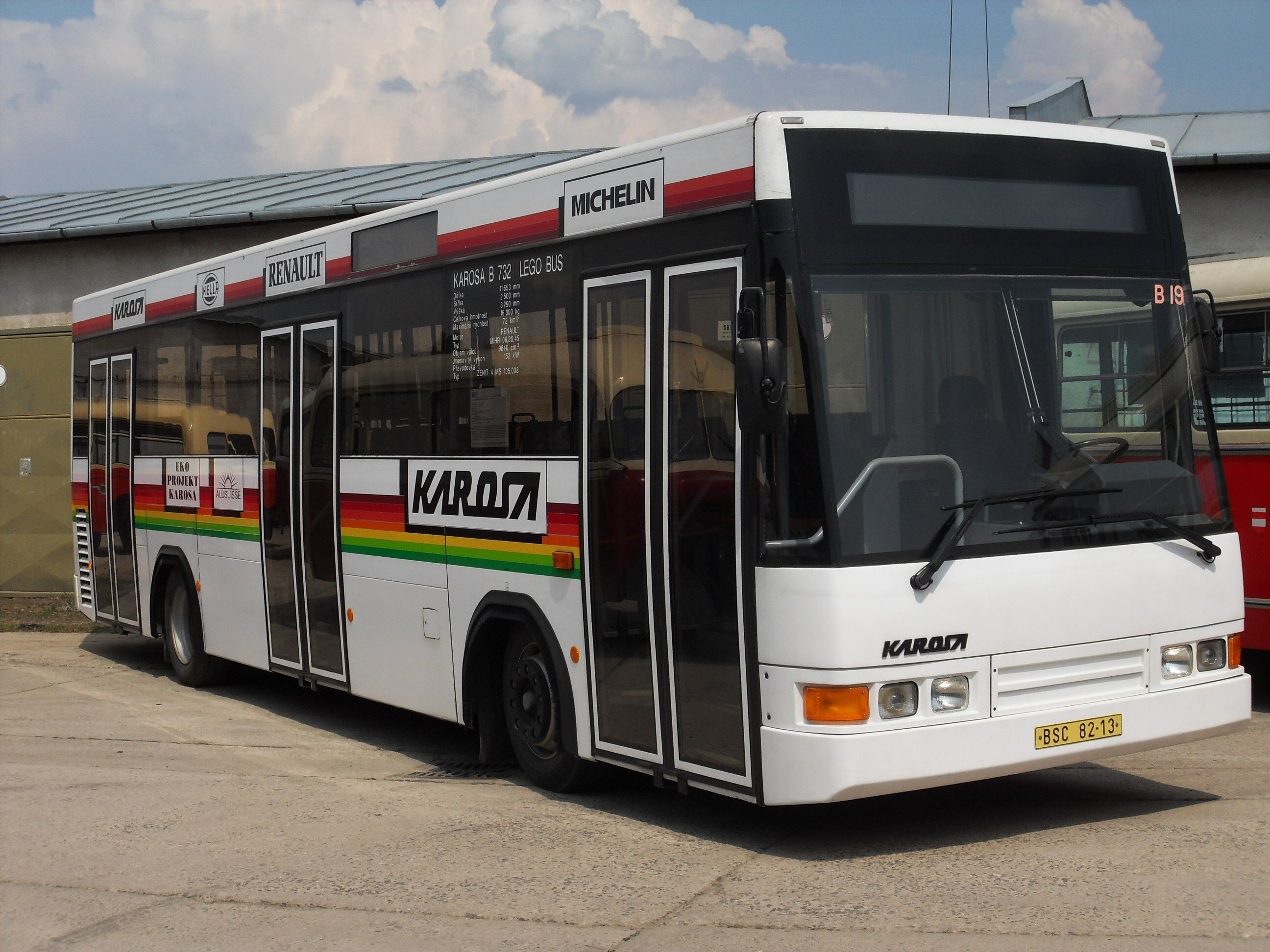
Karosa B 732.1670 Legobus.

- Karosa B 731 (1981 - 1996) : il est équipé d'une boîte de vitesses automatique. 4 909 exemplaires seront fabriqués.
  - B 731.00 (1982 - 1986) : fabriqué en collaboration avec la marque Škoda[2].
  - B 731.03 :
  - B 731.04 (1984 - 1986) :
  - B 731.20 (1987 - 1989) :
  - B 731.40 (1988 - 1992) :
  - B 731.1653 (1990 - 1991) : équipés d'un moteur Liaz avec une boîte de vitesses Voith.
  - B 731.1657 : équipés d'un moteur Liaz ML 637 avec une boîte de vitesses ZF.
  - B 731.1659 (1995) : étaient équipés d'un moteur Renault avec une boîte de vitesses ZF, il sera produit à seulement 50 exemplaires seulement.
  - B 731.1661 (1994 - 1996) : étaient équipés d'un moteur Renault avec une boîte de vitesses Voith[3].
  - B 731.1663 (1994) : équipés d'un moteur Liaz avec une boîte de vitesses Voith.
  - B 731.1667 (1995 - 1996) : équipés d'un moteur LIAZ avec une boîte de vitesses Voith et ralentisseur intégré.
  - B 731.1669 (1994 - 1995) : équipés d'un moteur LIAZ avec une boîte de vitesses Voith et ralentisseur intégré.
- Karosa B 732 (1983 - 1996) : il est équipé d'une boite de vitesses manuelle. 4 495 exemplaires seront fabriqués.
  - B 732.00 :
  - B 732.20 :
  - B 732.40 :
  - B 732.1652 :
  - B 732.1654 :
  - B 732.1658 :
  - B 732.1660 :
  - B 732.1661 :
  - B 732.1662 :
  - B 732.1666 :
  - B 732.1670 : 
    - Karosa B 732.1670 Legobus : (voir : Karosa B 732 Legobus).
- Karosa B 741 (1991 - 1997) : version articulée du B 731. Le B 742 n'existe pas.

## Caractéristiques
Les Karosa B 731 et B 732 sont dérivés du modèle de base l'autocar interurbain C 734.

### Dimensions
|                                   | B 731 (1981 - 1996)       | B 732 (1983 - 1996)       |
| --------------------------------- | ------------------------- | ------------------------- |
| Longueur                          | 11 055 mm ou 11 347 mm    | 11 055 mm ou 11 347 mm    |
| Largeur (sans rétroviseurs)       | 2 500 mm                  | 2 500 mm                  |
| Hauteur                           | 3 165 mm                  | 3 165 mm                  |
| Empattement                       |                           |                           |
| Porte-à-faux                      |                           |                           |
| Rayon de braquage                 |                           |                           |
| Angle d’attaque / Fuite           |                           |                           |
| Masse à vide*                     | 9 400 à 10 550 kg         | 9 400 à 10 200 kg         |
| P.T.A.C.                          |                           |                           |
| Capacité : assis + debout = maxi* | 31 + 59 = 90 31 + 63 = 94 | 31 + 59 = 90 31 + 63 = 94 |
| Portes                            | 3 portes                  | 3 portes                  |
| Hauteur du plancher               |                           |                           |

* = variable selon l'aménagement intérieur.

### Mécanique
|                   | B 731 (1981 - 1996) | B 732 (1983 - 1996)                                                                   |
| ----------------- | --- | ------------------------------------------------------------------------------------- |
| Moteurs           | Liaz ML 635 : L6 diesel ; 198 ch (148 kW) Liaz ML 636 E : L6 diesel ; 235 ch (175 kW) Liaz ML 636 N : L6 diesel ; 208 ch (155 kW) Liaz ML 637 S : L6 diesel ; 202 ch (151 kW) Renault MIHR 06.20.45 : L6 diesel ; 202 ch (151 kW) Scania : L6 diesel | Liaz ML 635 : L6 diesel ; 198 ch (148 kW) Liaz ML 636 N : L6 diesel ; 208 ch (155 kW) |
| Boite de vitesses | Praga : 2 rapports automatique Voith DIWA : 3 rapports automatique ZF : 4 rapports automatique (uniquement avec les moteurs Renault et Scania) | Praga : 5 vitesses manuelle                                                           |
| Transmission      | Propulsion (sur les roues arrière) | Propulsion (sur les roues arrière)                                                    |
| Frein             | Pneumatique à tambours | Pneumatique à tambours                                                                |
| Suspension        | Coussins pneumatiques ; Amortisseurs hydrauliques et barres de torsion | Coussins pneumatiques ; Amortisseurs hydrauliques et barres de torsion                |
| Direction         | Crémaillère | Crémaillère                                                                           |

### Carrosserie

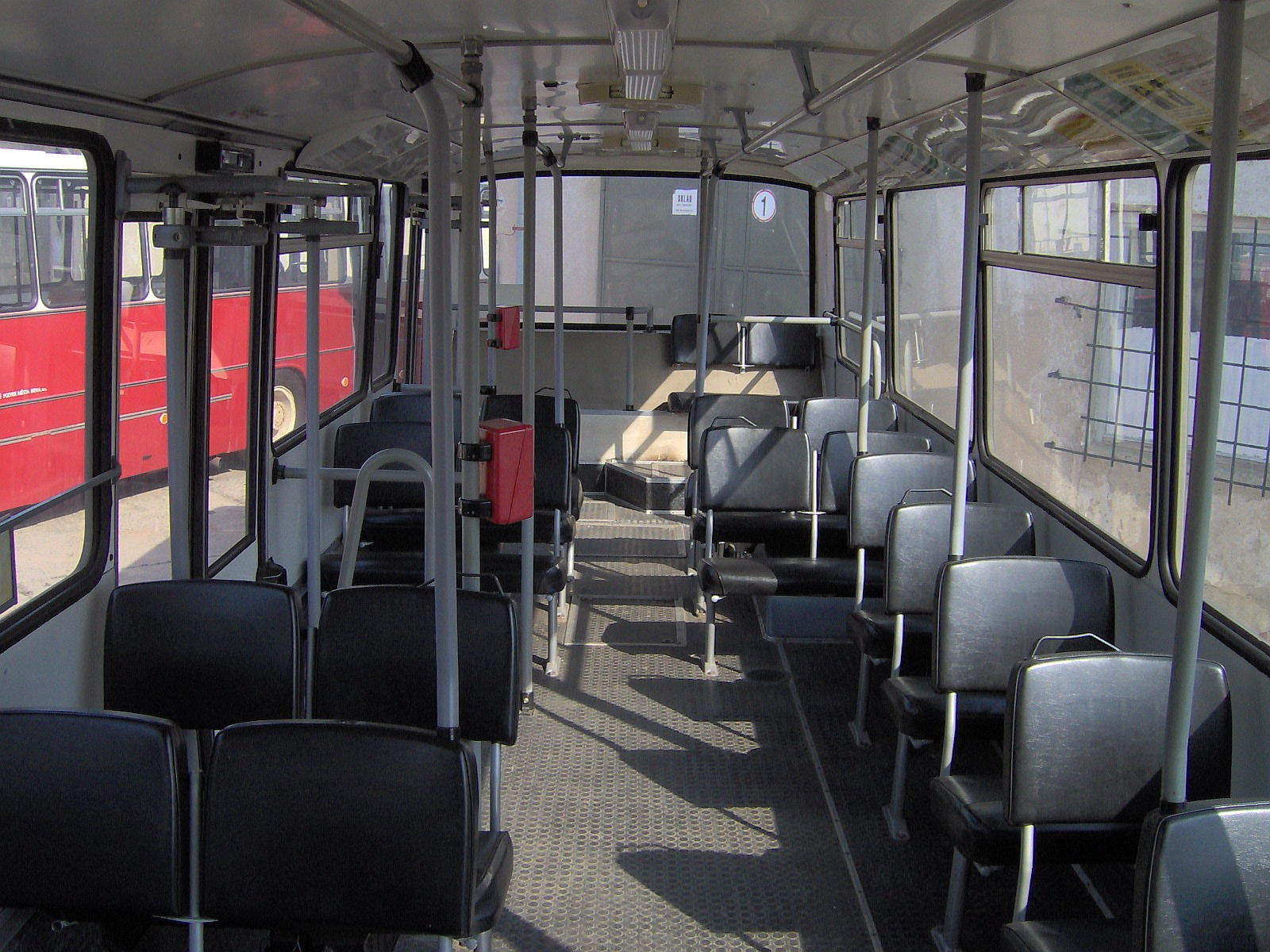
Vue intérieur.

- Châssis : autoportant avec ossature en tubes d'acier, six panneaux séparés (le dessus du châssis, les côtés, le toit, les faces avant et arrière)
- Essieux : avant : indépendant de la marque LIAZ ; Arrière : solide de la marque hongroise Rába.
- Portes : deux ou trois portes côté droit uniquement avec ouverture pneumatique (première plus étroite que les 2 autres). Les versions deux portes sont en très faible exemplaires[4].
- Des feux antibrouillards avant pouvez être installés en option sur le pare-chocs[5].

### Intérieur
- Sièges : simili-cuir, plastique ou tissu.
- Le conducteur est séparé du reste du véhicule par une cloison vitrée.
- Dans le milieu ou dans la partie arrière, de la place est disponible pour une poussette ou un fauteuil roulant.

## Préservation
- Karosa B 731.04 de 1985, préservé au musée des Blindées Vojenské (photos du véhicule).
- Karosa B 732 de 1985, préservé par un collectionneur privé de Otvovice.
- Karosa B 732 de 1994 (no 5956, ex Prague), préservé par un collectionneur privé de Otvovice.
- Karosa B 732 de 1993 (n.°5857, ex Prague), préservé par un collectionneur privé de Prague.
- Karosa B 732 de 1993 (no 196, ex Hradec Králové), préservé par un collectionneur privé de Prague.
- Karosa B 732 de 1990 (no 269, ex České Budějovice), préservé par la société de transport de la ville de České Budějovice.

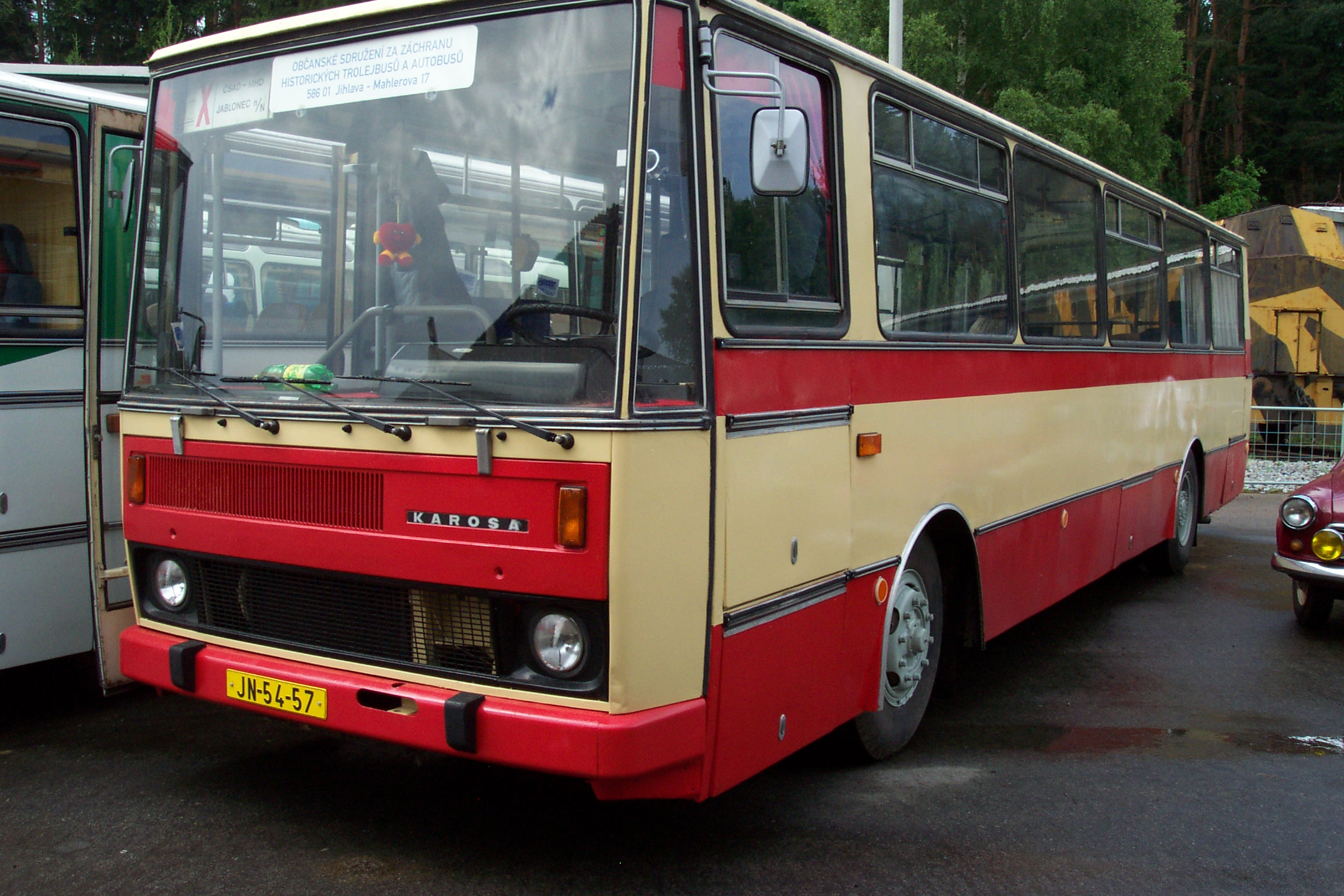
Karosa B 731 du musée Vojenské.
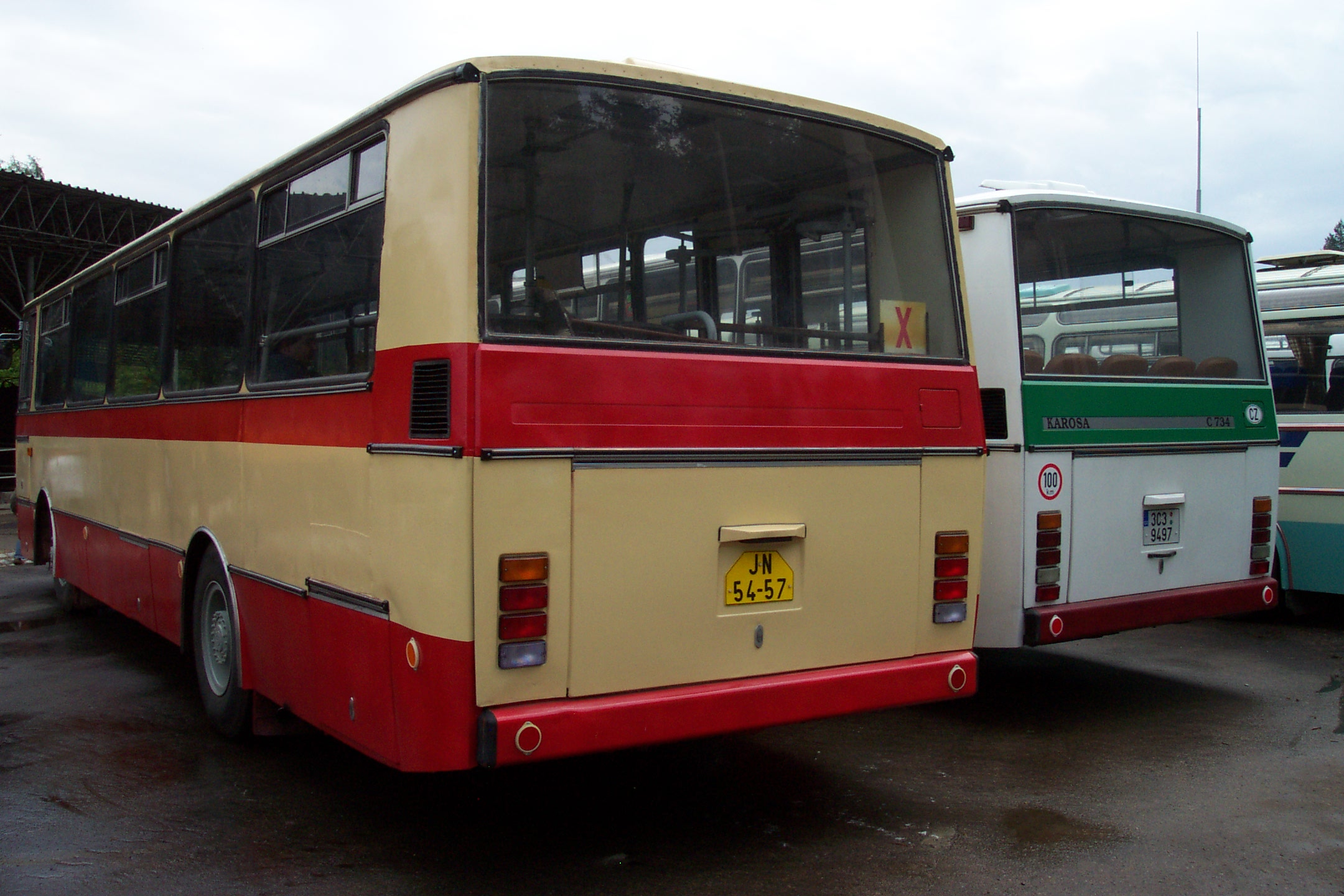